# 路易斯·维拉弗尔特
老路易斯·罗布雷多·维拉弗尔特（英語：Luis "Louie" Robredo Villafuerte, Sr.，(1935年8月29日—2021年9月8日 )，是菲律宾的公职人员，曾任科拉松·阿基诺总统的政府改组委员会主席。